# XTC (Elgar)
XTC (Ecstasy) è una canzone con parole e musica scritta dal compositore inglese Edward Elgar nel 1930. È stata la sua ultima canzone e la scrisse per il soprano Joan Elwes.

## Storia
Gli schizzi di Elgar per la musica di accompagnamento furono scritti separatamente dalle parole. Alla fine degli schizzi scrisse Fine del songs November 11th 1930.
La canzone fu assemblata dal pianista-musicologo David Owen Norris dagli schizzi che trovò nella casa natale del compositore.
La prima esecuzione è avvenuta nel 150º anniversario della nascita del compositore, il 2 giugno 2007, alla Royal Academy of Music di Londra, cantata dal soprano Amanda Pitt, accompagnata da David Owen Norris.

## Versi
XTC
I gave my heart unto my love
As we passed across the dark, mysterious forest rast
The daylight faded and above
Ah! the sunset flam-ed down to gild the past.
Oh, my love! Oh, my life, dost thou remember?
My belov-ed? that dark December?
My heart with rapture o'erflow'd
My very inmost soul was waken'd,
We leaned against each other in the moon-light
Darkness came upon us, oh, lovely night.
We were lost then but ah! awaking!
Our hearts and souls were all aflame
As the forest deep unfolded us again.

## Incisioni
- Songs & Piano Music by Edward Elgar has "XTC" performed by Amanda Pitt (soprano), with David Owen Norris playing Elgar's original 1844 Broadwood piano.